# Systembolaget

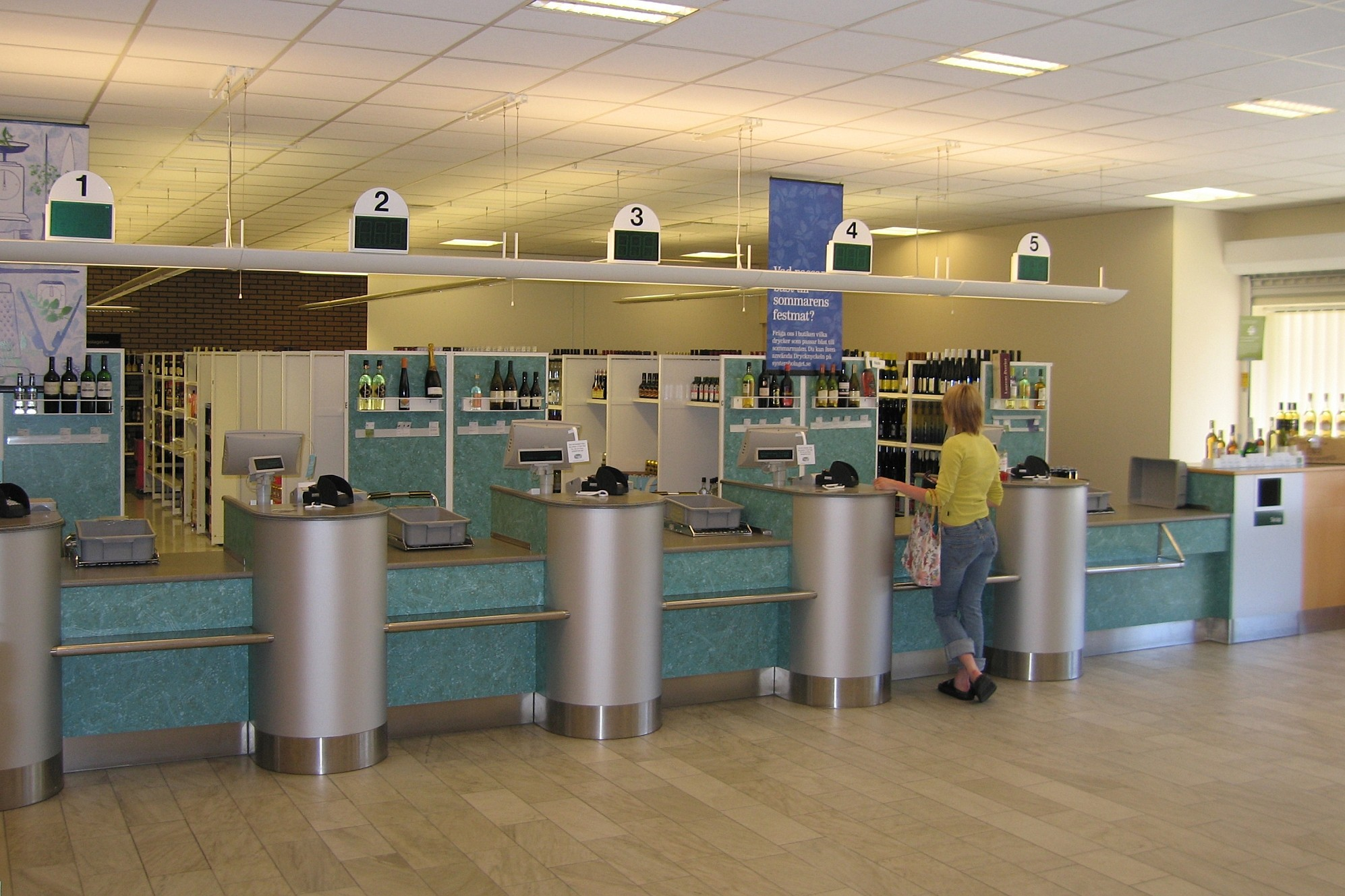
Typická prodejna firmy

Systembolaget je švédský vládou vlastněný řetězec specializovaných obchodů prodávajících alkohol. Je to jediný obchod ve Švédsku, který má právo prodávat alkoholické nápoje s obsahem více než 3,5 % alkoholu. Tento monopolní podnik má za úkol minimalizovat problémy spojené s alkoholem zodpovědným prodáváním alkoholu bez vidiny zisku. Kromě alkoholu prodává jako doplňkové zboží i nealkoholické nápoje a alkoholické nápoje s obsahem alkoholu nižším než 3,5 %, nicméně ty nejsou objektem zaměření.
Systembolaget provozuje více než 440 prodejen napříč Švédskem a také prodejny na venkově. Dohromady zaměstnává více než 6 000 lidí. Obrat společnosti činil v roce 2006 téměř 19 miliard SEK.

## Historie

### Před založením Systembolagetu
Po několika neúspěšných pokusech o regulaci spotřeby alkoholu ve Švédsku se král Adolf Fredrik v roce 1766 rozhodl zrušit veškerá omezení, což vedlo k tomu, že si téměř všechny domácnosti vyráběly vlastní alkohol. Na alkohol se tak pálilo velké množství brambor a obilí, místo aby se používaly na jídlo. Na počátku 19. století se odhadovalo, že lihovarů bylo 175 000. Ve 30. letech 19. století vznikly ve Stockholmu první organizace a spolky pro umírněné pití alkoholu, jednou z nejstarších organizací byla Svenska nykterhetssällskapet (Švédská společnost pro umírněnost), založená v roce 1837.
V polovině 19. století byl ze soukromé iniciativy místních horníků a na základě rozhodnutí samosprávy ve Falunu zřízen první švédský i světový alkoholový monopol, veškerý prodej alkoholu ve městě byl regulován a měl být neziskový a odpovědný. V roce 1860 byl zakázán prodej alkoholických nápojů osobám mladším 18 let a nařízení o výrobě zakázalo domácí pálení. V roce 1865 byl v Göteborgu také otevřen státem regulovaný podnik, AB Göteborgssystemet, jehož pravidla mimo jiné stanovovala, že opilé osoby mají být vyvedeny, má se podávat teplé jídlo a káva a zakoupený alkohol se má konzumovat jen v podniku. Podobné státem regulované hospody a obchody, jako například ve Falunu a Göteborgu, byly otevřeny postupně po celé zemi, byly úspěšné a nakonec v roce 1870 bylo rozhodnuto, že veškerý zisk z alkoholu připadne státu.
Během první světové války byly alkoholické nápoje přísně přídělové, od roku 1914 byla na několika místech z iniciativy lékaře a politika Ivana Bratta zavedena tzv. „protiknížka“, která regulovala individuální příděl alkoholických nápojů, od roku 1919 se „protiknížka“ stala celostátní, v roce 1917 vznikla společnost Aktiebolaget Spritcentralen, která převzala veškerý obchod s alkoholem, ve Švédsku však sílilo hnutí za zdrženlivost a v roce 1922 se konalo poradní referendum o zákazu alkoholických nápojů. Bylo to první všelidové hlasování ve Švédsku. Počet oprávněných voličů byl 3 302 483, z nichž se ho zúčastnilo 1 820 452, tj. 55,1 %, (parlamentních voleb v roce 1921 se jich přitom účastnilo 54,2 %). Referendum přineslo velmi těsný výsledek a poněkud nečekaně v něm zvítězili odpůrci prohibice. Proti prohibici hlasovalo 925 097 lidí (51,0 % voličů). A počet lidí, kteří hlasovali pro zákaz, byl 889 132 (49,0 % voličů). Počet neplatných nebo prázdných hlasů byl 6 223. Riksdag poté rozhodl, že víno, lihoviny a pivo nezakáže, ale bude také pokračovat v restriktivní alkoholové politice. „Protikniha“ se tedy používala až do roku 1955, kdy došlo k několika zásadním změnám ve švédské alkoholové politice a organizaci.

### Vznik národního monopolu a jeho rozvoj
Pomístní systémové podniky, jako například Systemaktiebolaget v Lundu, provozovaly zpravidla restaurace. V roce 1955 byly místní monopoly na prodej alkoholu sloučeny do jednotného systémového podniku (Systembolagetu). Současně byla zrušena „protikniha“ a došlo ke zjednodušení a zpřehlednění pravidel. Hlavními požadavky pro nákup u Systembolagetu bylo, aby byl zákazník starší 21 let, střízlivý a nebyl podezřelý z přeprodeje. V prvním roce se prodej zvýšil o 25 % a počet přestupků pod vlivem alkoholu se zdvojnásobil. O několik let později bylo proto zavedeno několik opatření k omezení spotřeby alkoholu, včetně zvýšení daní a povinného prokazování identity.
V roce 1969 byla věková hranice v Systembolagetu snížena z 21 na 20 let, zatímco pravidla pro střízlivost a přeprodej zůstala stejná od roku 1955. Obce mají právo zamezit zřízení Systembolagetu, ale činí tak stále méně obcí, mimo jiné proto, že ostatní maloobchod trpí, pokud jsou obyvatelé přinuceni cestovat za nákupem do jiné obce. V roce 2013 tak byla v každé obci ve Švédsku alespoň jedna pobočka Systembolagetu.
Systembolaget je vždy v neděli zavřený. V letech 1982 až 2000 byl Systembolaget zavřený i v sobotu, nyní však bývá otevřený do 13.00-15.00 (přesná otevírací doba se liší podle města a velikosti prodejny) o všech nesvátečních sobotách a pokud připadne na sobotu, tak i na Silvestra.
V roce 1991 začal Systembolaget zavádět samoobslužné prodejny. 1. ledna 1995 bylo samoobslužných přibližně 6 % prodejen, do roku 2006 se toto číslo zvýšilo na 61 %. V roce 2013 bylo samoobslužných 418 ze 421 prodejen (99,3 %). Poslední (plnosortimentní) prodejnou v zemi, která přešla na samoobsluhu, byl Systembolaget v Högdalenu v jižním Stockholmu v říjnu roku 2014.
V září 1996 se v Systembolagetu začala prodávat první vína typu bag-in-box (pytel s nápojem uvnitř papírové krabice). Předtím Systembolaget odmítal prodávat vína v tomto typu balení, který již existoval v zahraničí, ale po stížnosti dovozce Spendrups Evropský soudní dvůr rozhodl, že tato diskriminace určitého typu balení je v rozporu s pravidly volného obchodu EU. Několik let po roce 2000 tvořila balení bag-in-box více než polovinu objemu vína prodávaného v Systembolagetu.
V roce 2010 byla dceřiná společnost Lagena, která provozovala sklady společnosti Systembolaget a zajišťovala distribuci do obchodů, prodána společnosti JF Hillebrand. Společnost Lagena byla založena v roce 1994 a v letech 1994-2010 byla dceřinou společností ve stoprocentním vlastnictví společnosti Systembolaget.
Společnost Systembolaget zahájila v listopadu 2012 na několika místech zkušební dodávky alkoholu do domu a od 25. října 2021 jsou dodávky do domu dostupné v celém Švédsku.

## Kontroverze
V roce 2003 vzbudil širokou pozornost médií úplatkářský skandál Systembolagetu. Pozornost se soustředila zejména na manažery prodejen, kteří byli podezřelí z přijímání peněz, cestovních náhrad a různých darů od dodavatelů za propagaci jejich zboží. V únoru 2005 bylo z přijímání nebo poskytování úplatků obviněno 92 osob. Z nich 77 byli vedoucí prodejen Systembolagetu, kteří byli podezřelí z přijetí úplatků v celkové výši 1,2 milionu SEK. Do února 2008 bylo za úplatkářské trestné činy odsouzeno 65 vedoucích prodejen Systembolagetu.

## Systembolaget a EU
V roce 1993, před švédským referendem o členství v EU, Evropská komise oznámila, že Systembolaget bude moci pokračovat ve své činnosti i v případě, že se Švédsko stane členem EU. Formy švédského monopolu na alkohol byly částečně změněny, aby se lépe sladily s legislativou EU. Hned druhý den po vstupu Švédska do EU však došlo ke konfliktům, když Harry Franzén, podnikatel ze Skåne, prodával ve své prodejně víno a argumentoval, že švédský zákon o alkoholu je v rozporu s články 30 a 37 Smlouvy o EU. Případ byl podstoupen Evropskému soudnímu dvoru, který 27. října 1997 rozhodl, že Smlouva o EU nebrání vnitrostátním ustanovením o státním maloobchodním monopolu, ale že právo na dovoz alkoholických nápojů nemůže být omezeno způsobem stanoveným ve švédských právních předpisech. To vedlo k ukončení monopolu Systembolagetu na prodej alkoholu restauracím a monopolu společnosti Vin & Sprit na dovoz alkoholu do Švédska, zatímco monopol společnosti Systembolaget na maloobchodní prodej zůstal zachován.
Členství v EU také znamenalo, že se výrazně zvýšily limity na dovoz alkoholu z jiných zemí EU. Existovalo přechodné pravidlo, jehož platnost skončila sedm let po vstupu Švédska do EU a které omezovalo množství alkoholu, které bylo možné dovážet při cestování. Dne 5. června 2007 Evropský soudní dvůr rovněž rozhodl, že švédský zákaz soukromého dovozu alkoholu (na objednávku) je v rozporu se směrnicí EU o volném pohybu zboží a právem evropského společenství.

## Pravidla Systembolagetu
Systembolaget nesmí prodávat alkohol osobám, které jsou zjevně pod vlivem alkoholu, jsou podezřelé z přeprodeje nebo jsou mladší 20 let. V případech, kdy si prodavač nemůže být jistý, že je zákazníkovi více než 25 let, vyžadují pravidla prodeje Systembolagetu, aby zákazník předložil průkaz totožnosti, kterým prokáže, že je bylo 20 let. V prvních šesti měsících roku 2009 bylo provedeno 2 973 kontrolovaných nákupů osobami ve věku 20 až 25 let a v 94 % případů byla identifikace požadována.
Na nealkoholické výrobky se věkové omezení pro nákup nevztahuje.
Otevírací doba Systembolagetu se v jednotlivých prodejnách poněkud liší, nejdéle však může být Systembolaget otevřen ve všední dny mezi 10.00 a 20.00 hodinou a v sobotu mezi 10.00 a 15.00 hodinou. Systembolaget nemusí mít otevřeno v neděli nebo o státních svátcích. Ve svátky může být Systembolaget otevřen, ale v některé konkrétní svátky, například na Štědrý den a na Silvestra, ne. Zároveň v některé svátky má Systembolaget povolenu sobotní otevírací dobu, například na Silvestra, a v některé svátky má Systembolaget běžnou otevírací dobu ve všední dny, například na Tři krále a na prvního máje. Pokud však státní svátek připadne na neděli, je zavřeno vždy.
Pracovníci Systembolagetu mohou doručovat zboží pouze během výše uvedených otevíracích hodin a doručování do domu je rovněž povoleno pouze během těchto otevíracích hodin.

## Marketingové aktivity
Posláním Systembolagetu je odpovědný prodej, což znamená, že společnost je ve svém marketingu restriktivní. Nesmí se objevit žádná reklama na nápoje, ani akční nabídky typu „kupte dva, jeden máte zdarma“ nebo reklamní produkty v podobě nápojů. Výrobci a dovozci alkoholických nápojů však mohou ve Švédsku inzerovat s omezeními.